# Kleine Hans

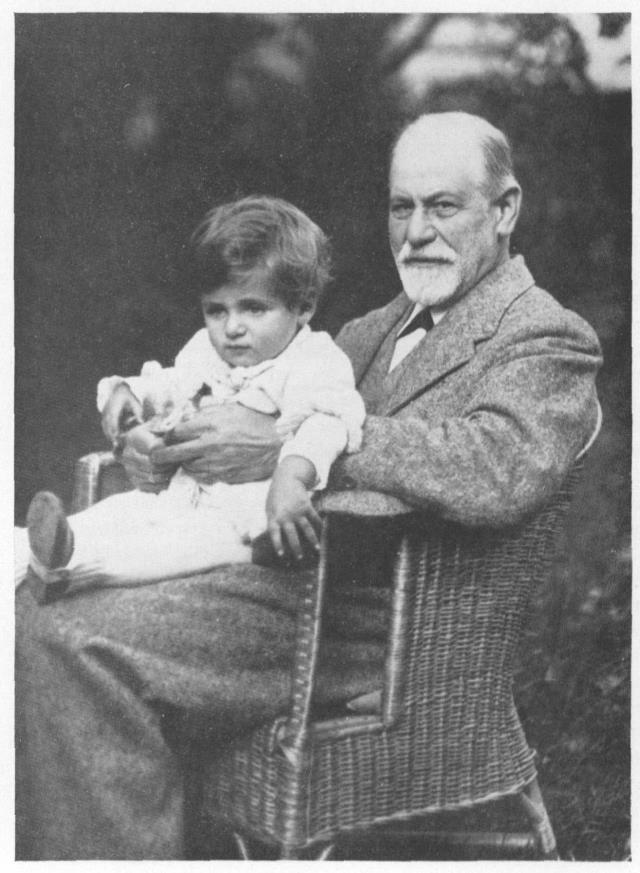
Sigmund Freud en Stephan Gabriel Freud.

Kleine Hans is de bijnaam die de Weense psychiater Sigmund Freud gaf aan een patiënt wiens casus ('ziektegeschiedenis') hij beschreef in zijn Analyse van de fobie van een vijfjarige jongen, gepubliceerd in 1909. De echte naam van 'kleine Hans' was Herbert Graf (1904-1973), die later een bekend operaregisseur zou worden.

## Ziektegeschiedenis
Freud was rond 1900 een goede bekende van de vader van Hans, Max Graf (1873-1958), een vooraanstaand Oostenrijks musicoloog. Op verzoek van Freud, die op zoek was naar empirische ondersteuning van zijn theorieën, ging Max Graf observatienotities maken over de ontwikkeling van zijn vijfjarige zoon.
In de vroegste notities vallen een aantal zaken op. Zo lijkt Hans op iedereen verliefd, maar vooral op zijn moeder, en maakt hij regelmatig opmerkingen in de trant van "ik droomde dat jij weg was en toen had ik geen moeder meer om mee te vrijen". Hans is verder sterk gepreoccupeerd door geslachtsdelen, van zijn vader, zijn moeder en zusje ("die nog een plasser moeten krijgen"), maar vooral ook van hemzelf: regelmatig speelt hij met zijn geslachtsdelen, waarna hij door zijn moeder wordt berispt, onder andere met het dreigement "anders haal ik de dokter en die snijdt hem eraf". Hans uit zich verder regelmatig op agressief-boze wijze ten opzichte van zowel zijn vader als zijn jongere zusje. Met betrekking tot de geboorte van zijn zusje zij vermeld dat zijn ouders hem op de komst van een baby hadden voorbereid door te zeggen dat het kindje in moeders buik groeide en met pijn naar buiten moest worden geperst, in de vorm van een 'hoop'.
Op een gegeven moment, toen deze aantekeningen al liepen, ontwikkelde Hans een fobie voor paarden. Op straat was hij getuige geweest van een ongeval met twee trekpaarden, voor een wagen. Daar leek hij zo van te zijn geschrokken dat hij op een gegeven moment vrijwel niet meer naar buiten durfde en zelfs het balkon meed omdat het gezin tegenover een opslagplaats woonde waar vaak paarden kwamen. Later breidde de fobie van Hans zich nog verder uit en werd hij ook bang voor grote dieren in de dierentuin, met name dieren met grote penissen als olifanten en giraffen. Zijn eerdere preoccupatie met geslachtsdelen leek langzaam tot een obsessie uit te groeien: wanneer zijn vader hem op gegeven moment gerust wil stellen met de woorden "grote dieren hebben grote plassers en kleine dieren hebben kleine plassers", zegt Hans: "En alle mensen hebben plassers. En als ik groter wordt, groeit mijn plasser ook. Hij zit toch aan mij vast."

## Analyse en duiding
Samen met de vader van Hans analyseerde Freud de diverse symptomen van Hans' gedragingen, meer in het bijzonder zijn fobie voor paarden. De paarden waardoor de jongen zich bedreigd voelde stonden volgens Freud voor zijn vader, die een grote snor had, "net als de manen van de paarden". Hans zou bang zijn dat zijn vader kwaad op hem was vanwege zijn getoonde liefde voor zijn moeder en zijn heimelijke doodswensen ten opzichte van zijn vader. Verder werden paarden door hem ook geassocieerd met 'hopen' die uit het lichaam kwamen, hetgeen symbool stond voor de komst van zijn andere rivale, zijn zusje. De angst van Hans voor paarden was zogezegd een geraffineerde uitvlucht om om te gaan met emoties die hij zelf niet durfde te bekennen. Volgens Freud was er overduidelijk sprake van een vervorming van zijn onaanvaardbare wensen en angsten tot symptomen.
Freud wijst in zijn analyse ook op allerlei ambivalenties in de emoties van Hans. Zo ziet hij zijn vader als rivaal, maar tegelijkertijd lijkt hij van hem te houden (zo slaat hij zijn vader en kust hem vervolgens op de plek waar hij hem heeft geraakt). Anderzijds, ondanks zijn hartstochtelijke liefde voor zijn moeder koestert hij ook sadistische verlangens jegens haar, mogelijk vanwege haar liefde voor zijn zusje, naar wie hij doodswensen zou koesteren. Meer in zijn algemeenheid gebruikt Freud zijn analyse ter ondersteuning van zijn theorie over het oedipuscomplex.
Met betrekking tot Hans' preoccupatie met geslachtsdelen en de vermeende angst om zijn eigen geslachtsdelen te verliezen, constateert Freud een duidelijke castratieangst, eveneens een belangrijk concept in de psychoanalytische theorie.

## Genezing en afloop
Nadat Freud de ziektegeschiedenis van Hans uitgebreid met diens vader had geanalyseerd sprak hij de jongen voor de eerste keer persoonlijk over zijn gedragingen, soms ook samen met zijn vader. Toen hij de vijfjarige naar eigen zeggen vriendelijk had uitgelegd hoe het zat met zijn gevoelens en angsten, waar het paard voor stond, de hopen, enzovoort, begon de fobie af te nemen om uiteindelijk geheel te verdwijnen.
Gedurende dit therapeutische proces toont Hans een voor zijn leeftijd buitengewoon scherp analytisch inzicht, verwerpt een aantal suggesties, met name van zijn vader, en maakt al een buitengewoon onderscheid tussen gedachten en daden, willen en doen. Freud schreef zelf dat hij van een volwassene geen beter inzicht van de psychoanalyse had kunnen verwachten. Hans' oplossing voor zijn oedipale conflicten was al even bemoedigend: hij stelde zich op gegeven moment voor dat zijn vader was getrouwd met diens eigen moeder, en aldus kon Hans met zijn eigen moeder trouwen. Het is de positief oedipale oplossing: "later als ik groot ben ga ik net als vader...".
Uiteindelijk is het met Hans, alias Herbert Graf, ook allemaal prima afgelopen. Hij groeide uit tot een energieke man en werd een bekend operaregisseur. Zulks tot genoegdoening van Freud, die later vond dat hij zijn critici daarmee de mond had gesnoerd. Met de ouders van Hans liep het minder goed af, in die zin dat ze kort na de analyse van elkaar scheidden, mede vanwege onenigheid over de opvoeding van hun kinderen.